# Лаза Лазаревич
Лаза Лазаревич (на сръбски: Лазар Лазаревић; роден през 13 май 1851 г. в Шабац, починал през 10 януари 1891 г. в Белград) е сръбски психиатър.

## Трудове
- „Prvi put s ocem na jutrenje“ (1879)
- „Školska ikona“ (1880)
- „Na bunaru“ (1880)
- „Verter“ (1881)
- „Sve će to narod pozlatiti“ (1882)
- „Šest pripovedaka“ (1886)
- „Vetar“ (1888)
- „On zna sve“ (1890)
- „Pripovetke L. K. Lazarevića I“ (1898)
- „Pripovetke L. K. Lazarevića II“ (1899)